# ماكلوتشيلية
ماكلوتشيلية (الاسم العلمي: Maccullochella)،جنس من الأسماك المفترسة الأسترالية الكبيرة التي تعيش في المياه العذبة ضمن فصيلة الفرخيات المعتدلة. سُمي جنس Maccullochella على اسم باحث أسترالي في مجال الأسماك يحمل لقب McCulloch (آلان ريفرستون ماكولوتش).